# イクスブラウ
- Another Century's Episode > イクスブラウ

イクスブラウはPlayStation 2用ゲーム『Another Century's Episode 3 THE FINAL』に登場する架空の機体である。本記事では、イクスブラウの換装バリエーションも説明する。

## 概要
イクスブラウは地球連邦軍が開発した装備換装型の機動兵器であり、機体色は蒼を基調としている。特徴的なのはコクピットが複座式になっている事であり、一人でも操縦自体は可能だが、機体スペックをフルに引き出すには操縦担当と火器管制担当の二人が必要となる。本機には装備換装用の兵装が用意されており、ベースボディに様々な外装パーツと武装を換装する事で近接戦闘用、強襲攻撃用、砲撃支援用、自律兵装による全方位攻撃型と、状況に応じた形態を取る事ができる。
表向きは連邦軍が試作開発した新鋭の高性能機となっているが、基本設計自体は平行世界のものであり、平行世界からやって来たフェイ・ロシュナンテがもたらした技術の提供によって開発、完成されたのが実態である。

## 基本形態
イクスブラウの基本形態は中距離用のライフルとミサイルポッド、近接戦闘用のレーザーエッジにワイヤーアンカー、防御用のシールドと標準的な装備に加え、機体の外観はシンプルなデザインとなっている。この標準装備は突出した点はないものの汎用性に優れているためバランスが取れている。
武装
イオンブリットライフル
イクスブラウのメインウェポン。プラズマビームを連続で撃ち出す事の出来る連射製に優れたライフル。
レーザーエッジ
白兵戦用のビーム斬撃武装。スティールディフェンサーの先端に装備させ、ロングブレードとしても使用可能。
ミサイルポッド
複数の小型ミサイルを撃ち出す。複数の敵を同時にロックオン出来る。
スティールディフェンサー
イクスブラウの防御用のシールド。シールド先端にはアンカーが搭載されており、武器として使用可能。
スティールワイヤー
スティールディフェンサーの先端から発射されるワイヤーアンカー。敵を絡め取る事が可能であり、動きを止めたりイオンブリットライフルやレーザーエッジで追撃を行う時に重宝する。

## 装備バリエーション

### イクスブラウ form-B
イクスブラウの近接戦闘用装備。右肩に装備された大型ブレードをメインとした接近戦を得意とし、脚部などの追加パーツにも近接戦闘用のブレードがある。標準装備と比べて機動性は少し低下しているが、大型ブレードを生かした連続攻撃が可能となっている。反面射撃能力はかなり低下しているため、射撃能力の高い味方との連携が必要となる場合もある。
武装
大型ブレード
右肩に装備された機体の背ほどある大型の実体剣。連続攻撃でのフィニッシュや、ツーハンデッドブレーカーなどの攻撃を使用する時に使われる。
マシンガン
form-Bでのメインウェポンである実弾系の武器。威力は高くないが連射性が高くリロード時間も短いため、近接戦闘用のこの装備では優れた射撃武装。
レーザーエッジ
白兵戦用のビーム斬撃武装。主に大型ブレードでのフィニッシュを決める前に使用する。
ミサイルポッド
複数の小型ミサイルを撃ち出す。標準装備と同様の武装。
ツーハンデッドブレーカー
大型ブレードを振り下ろす事で発生した衝撃波で敵を攻撃する。
ツーハンデッドチャージ
一瞬力を溜め、一気に敵に接近した後大型ブレードで敵を突き刺し、その後突き刺した敵を投げ飛ばす。
ツーハンデッドストーム
大型ブレードを振り回す事で周囲の敵を薙ぎ払う。周囲を囲まれた時に重宝する。

### イクスブラウ form-G
イクスブラウの強襲戦闘用装備。背中と機体各所のブースターにより機動性、加速性に優れている。すぐさま目的地に向かい、目標を撃破するコンセプトのため、時間制限のあるミッションなどでは重宝するが、反面武装は中距離に重点を置いているため、近距離、遠距離での戦闘は不向き。
武装
SR-99 ブラウモデル
form-Gでのメインウェポン。イオンブリットライフルに比べると連射性は劣るが、破壊力と最大射程が上回っている。
ミサイルポッド
複数の小型ミサイルを撃ち出す。標準装備と同様の武装。
SR-99 高出力モード
SR-99 ブラウモデルの高出力モードで、着弾炸裂機能が追加されている。
プラズマコーティングモード
イクスブラウに攻撃性のエネルギーフィールドを纏い、それを用いた体当たり攻撃が可能。
レーザーエッジ
標準装備と同様の武装だが、form-Gの特性上、連続斬りができない。

### イクスブラウ form-H
イクスブラウの砲撃戦闘用装備。全身に装備された重火器による砲撃戦を得意とするが、機動性が大幅に減少している。近距離用の武装も全く無いため、近距離戦闘に強い味方との連携が必要になる事もある。
武装
イオンブリットライフル
標準装備と同様の武装。
ミサイルポッド
複数の小型ミサイルを撃ち出す。標準装備と同様の武装。但し弾数は比ではない。
ラピッドファイヤミサイル
両肩からミサイルを撃ち出す。
グレネードキャノン
左腕からグレネードを撃ち出す。
ベネトレイトキャノン
LV3までの溜め撃ちが可能で、通常はエネルギー弾を飛ばすが、最大出力時はビームに変化する。
スプリットガン
イオンブリットライフルに増設されたショットガン。
ハイブリッドオープン
form-Hの全武装による一斉射撃。自動で複数の敵にロックオンするため、多数の敵との戦闘にも向いている。
グレネードストライク
グレネードキャノンによる突き出し攻撃。

### イクスブラウ form-T
イクスブラウの特殊兵装装備。両肩と腰に装備された自律兵装を用い、敵を追従するオールレンジ攻撃が可能となる。基本性能も他の装備に比べて高く、バランスの良いスペックを持っている。
武装
イオンブリットライフル
連射製に優れたライフル。標準装備と共通の武装。
レーザーエッジ
白兵戦用のビーム斬撃武装。標準装備と共通の武装。
ミサイルポッド
複数の小型ミサイルを撃ち出す。これも標準装備と共通。
ディスパーションセイバー
form-Tを象徴するとも言える大型の自律兵装。両腰に6機装備されており、機体から離れた後、自動で敵に照準を合わせ砲撃を行う事により、四方からのオールレンジ攻撃が可能となる。さらに本体に装着したままの状態の場合、セイバーダンスレーザーが使用可能になる。
ディスパーションダガー
両肩に装備された小型の自律兵装。ディスパーションセイバーほどの威力はないが、小型のため敵に撃破されにくいのが利点。
セイバーダンスレーザー
機体を傾かせる事で前方に向けられたディスパーションセイバーから砲撃を行う。アクロバティックな動きから6機のセイバーから連続でレーザーを発射する事で、単体の敵から複数の敵にも対応できる。当然ディスパーションセイバーを使用中、もしくは破壊されている場合は使用できない。